# Büdelsdorfer TSV
Der Büdelsdorfer TSV ist ein Sportverein aus Büdelsdorf im Kreis Rendsburg-Eckernförde. Die erste Handballmannschaft spielte drei Jahre in der Feldhandball-Bundesliga. Die erste Fußballmannschaft spielte 19 Jahre in der höchsten Amateurliga Schleswig-Holsteins.

## Geschichte und Sportarten
Im Jahre 1893 wurde die Freie Turnerschaft an der Eider gegründet. Diese wurde nach der Machtergreifung der Nationalsozialisten im Jahre 1933 verboten. Die Mitglieder der Freien Turnerschaft vereinigten sich im Jahre 1945 mit dem im Jahre 1924 gegründeten TSV Glück-Auf Büdelsdorf zum heutigen Büdelsdorfer TSV. Im Jahre 1957 spaltete sich der Verein FT Eider Büdelsdorf vom BTSV ab. Der Verein gliedert sich in die Sparten Aerobic, Aikiodo, Fußball, Gesundheitssport, Handball, Karate, Leichtathletik, Nordic Walking, Reiten, Tischtennis, Turnen.

### Handball
Die Handballer des BTSV gehörten im Jahre 1967 zu den Gründungsmitgliedern der Feldhandball-Bundesliga. Nachdem die Mannschaft sich 1968 erst nach Entscheidungsspielen vor dem Abstieg retten konnte, folgte ein Jahr später der Abstieg als Tabellenletzter. Vier BTSV-Aktive wurden in der Bundesligazeit des Vereins Nationalspieler: Volker Harbs, Günter Mietzner, Claus Sass und Günter Wriedt. Wriedt war Torhüter des Feldhandball-Weltmeisterteams 1966.
Zu den zwei Kreisderbys gegen den Hohner SV kamen bis zu 3.000 Zuschauer in das Büdelsdorfer Eiderstadion. In den 1990er Jahren spielte die Mannschaft in der drittklassigen Regionalliga Nordost, aus der sie im Jahre 2002 abstieg. Gegenwärtig spielen die BTSV-Handballer in der Schleswig-Holstein-Liga.

### Fußball
Im Jahre 1952 stiegen die Fußballer in die drittklassige Bezirksklasse Ost auf und schafften fünf Jahre später den Aufstieg in die Amateurliga Schleswig-Holstein, die heutige Schleswig-Holstein-Liga. Nach dem sofortigen Wiederabstieg gelang im Jahre 1962 der erneute Sprung ins Oberhaus von Schleswig-Holstein. Ein Jahr später gewann die Mannschaft den SHFV-Pokal und stand kurz vor dem Einzug in den DFB-Pokal. Das entscheidende Spiel wurde jedoch mit 0:5 gegen Altona 93 verloren. Im Jahre 1967 konnte der SHFV-Pokal zum zweiten Mal gewonnen werden. Nach vielen Jahren im Mittelmaß der Landesliga Schleswig-Holstein erreichte der BTSV in der Saison 1972/73 den dritten Platz hinter Flensburg 08 und dem BSC Brunsbüttel und verpasste die Aufstiegsrunde zur Regionalliga Nord nur knapp. Die Mannschaft nahm an der Deutschen Amateurmeisterschaft teil und erreichte über die Stationen Berliner BC Südost und SpVg Frechen 20 das Halbfinale, wo das Aus gegen die Amateure des 1. FC Kaiserslautern folgte.
Ein Jahr später wurde der dritte Platz bestätigt, verpasste jedoch in der Qualifikationsrunde den möglichen Sprung in die Oberliga Nord. Im Jahre 1978 stieg die Mannschaft aus der mittlerweile Verbandsliga Schleswig-Holstein genannten Liga ab, kehrten sofort zurück und verabschiedeten sich 1981 erneut aus der höchsten Amateurliga des Landes. Sieben Jahre später folgte der Abstieg aus der Landesliga Nord, ehe der Verein 1991 die Bezirksliga nach unten verlassen musste. 1996 stieg der BTSV erstmals in die Kreisliga ab. Eine sportliche Renaissance wurde mit dem Bezirksligaaufstieg 2003 eingeleitet. Von 2008 bis 2011 spielte die Mannschaft in der Verbandsliga Nordost und seit dem Abstieg in der 1. Kreisliga Rendsburg-Eckernförde. Nach der Kreisliga-Meisterschaft der Saison 2011/12 und dem damit verbundenen Aufstieg spielte der BTSV in der Saison 2012/13 erneut in der Verbandsliga Nordost, ehe die Mannschaft ein Jahr später erneut in die Kreisliga abstieg.
In der Saison 2014/15 wurde sie unter Trainer Adrian Königsmann erneut Kreismeister und stieg in die Verbandsliga auf und qualifizierte sich zwei Jahre später für die neu geschaffene Landesliga Schleswig. In der Saison 2018/19 belegte der BTSV in der Landesliga den 14. Tabellenplatz und stieg damit in die Verbandsliga ab.
Im Jahre 1994 wurde die A-Jugend Landesmeister und scheiterte in der Vorrunde der Deutschen Meisterschaft am FC Bayern München. Zweimal nahm die A-Jugend des Vereins am DFB-Jugend-Kicker-Pokal teil. 1994/95 erreichte man nach einem Sieg im Elfmeterschießen gegen den FC Schalke 04 das Viertelfinale, wo sich der FC Berlin mit 5:1 durchsetzen konnte. In der Saison 2005/06 kam das Viertelfinalaus gegen den 1. FC Nürnberg, nachdem man zuvor den 1. FC Saarbrücken schlagen konnte. Mit Niels Hansen brachte der BTSV einen Zweitligaspieler hervor.